# Кассиопея (созвездие)

Горы творения в области звездообразования W5 (IC 1848) в Кассиопее

Кассиопе́я (лат. Cassiopeia) — созвездие Северного полушария неба. Ярчайшие звёзды Кассиопеи (от 2,2 до 3,4 звёздной величины) образуют фигуру, похожую на буквы «М» или «W». Созвездие занимает на небе площадь в 598,4 квадратного градуса и содержит около 90 звёзд ярче 6m (то есть видимых невооружённым глазом). Большая часть созвездия лежит в полосе Млечного Пути и содержит много рассеянных звёздных скоплений.
Созвездие Кассиопеи является незаходящим почти на всей территории России (севернее 45 широты) и на большей её части кульминирует в области зенита. Лишь на самом юге страны Кассиопея всё время целиком находится в северной стороне неба, а небольшая часть созвездия ненадолго прячется за горизонт.

## Характеристика
Кассиопея занимает 598,4 кв. градуса и, следовательно, 1,451 % неба, занимая 25 место из 88 созвездий в этом районе. Она граничит с Цефеем на севере и западе, Андромедой на юге и западе, Персеем на юго-востоке и Жирафом на востоке, а также имеет короткую границу с Ящерицей на западе.
Трехбуквенная аббревиатура этого созвездия, принятая Международным астрономическим союзом в 1922 году, — «Cas». Официальные границы созвездия, установленные Эженом Дельпортом в 1930 году, определяются многоугольником из 30 сегментов. В экваториальной системе координат координаты правого восхождения этих границ лежат между 00ч 27м 03с и 23ч 41м 06с, а координаты склонения — между 77,69° и 46,68°. Это означает, что всё созвездие видно наблюдателям к северу от 12° южной широты. Созвездие является приполярным (то есть оно никогда не заходит в ночное время) для наблюдателей Британских островов, севера Европы, Канады, севера Соединённых Штатов, а также на большей части территории России.

## W-астеризм
Кассиопея включает астеризм, формирующий запоминающийся образ созвездия — W-астеризм. Он состоит из ярчайших звёзд созвездия, ε (Сегин), δ (Рукбах), γ (Нави), α (Шедар) и β (Каф), образующих фигуру, напоминающую латинскую букву «W».

## Звёзды
Наиболее яркие звёзды ε (Сегин), δ (Рукбах), γ (Нави), α (Шедар) и β (Каф), образующие фигуру W, имеют соответственно блеск 3,4; 2,7; 2,4; 2,2 и 2,3 визуальной звёздной величины.
Необычайной переменной звездой является γ Кассиопеи. Это — новоподобная звезда, чья яркость изменяется от 1,6m до 3m.
Иначе ведёт себя ρ Кассиопеи, которая принадлежит к классу жёлтых гипергигантов — одному из самых редких типов звёзд (она в 40 раз тяжелее и примерно в 500 000 раз ярче Солнца). Большую часть времени её блеск неизменен и близок к 4m. Но иногда наступают спады блеска до 6,2m, и тогда ρ Кассиопеи становится недоступной для невооружённого глаза. Причиной изменения блеска являются выбросы звездой газа в пространство, которые приводят к ослаблению её видимой яркости.
η Кассиопеи — двойная звезда. Главная звезда (3,7m) — желтоватый гигант, спутник (7,4m) — маленькая красная холодная звезда с температурой поверхности, близкой к 3000 К. Обе звезды обращаются вокруг общего центра масс с периодом 480 лет. Они находятся сравнительно близко от Солнца — на расстоянии около 19 световых лет.
Жёлтая карликовая звезда μ (5,3m) примечательна своим очень быстрым перемещением. Каждую секунду она удаляется от нас почти на 100 км и при этом смещается и в поперечном направлении. За тысячелетие μ Cas проходит на небе расстояние, равное удвоенному видимому поперечнику лунного диска. Впервые в звёздные каталоги μ Cas была занесена Тихо Браге.

## Примечательные объекты
- Звезда Тихо Браге. В 1572 году датский астроном Тихо Браге заметил внезапное появление яркой новой звезды в созвездии Кассиопеи, неподалёку от κ Cas. Новая звезда постепенно ослабевала и перестала быть видимой через шестнадцать месяцев. Сегодня известно, что это была сверхновая — один из последних взрывов звёзд, наблюдавшихся в галактике Млечный Путь. Находящийся на расстоянии около 7500 световых лет остаток сверхновой имеет диаметр почти 20 световых лет.
- Кассиопея А. В этом созвездии расположен один из мощнейших источников галактического радиоизлучения — Кассиопея A (Cas A). Поток радиоволн из этой области неба во много раз мощнее радиоизлучения звезды Тихо Браге. В 1951 году на фотопластинках, чувствительных к красному свету, были зафиксированы обрывки небольшой радиотуманности, связанной с «Кассиопеей-А». По скорости расширения туманности подсчитали, что породивший её взрыв произошёл предположительно в 1667 году. На небе этот объект расположен между β Кассиопеи и δ Цефея.

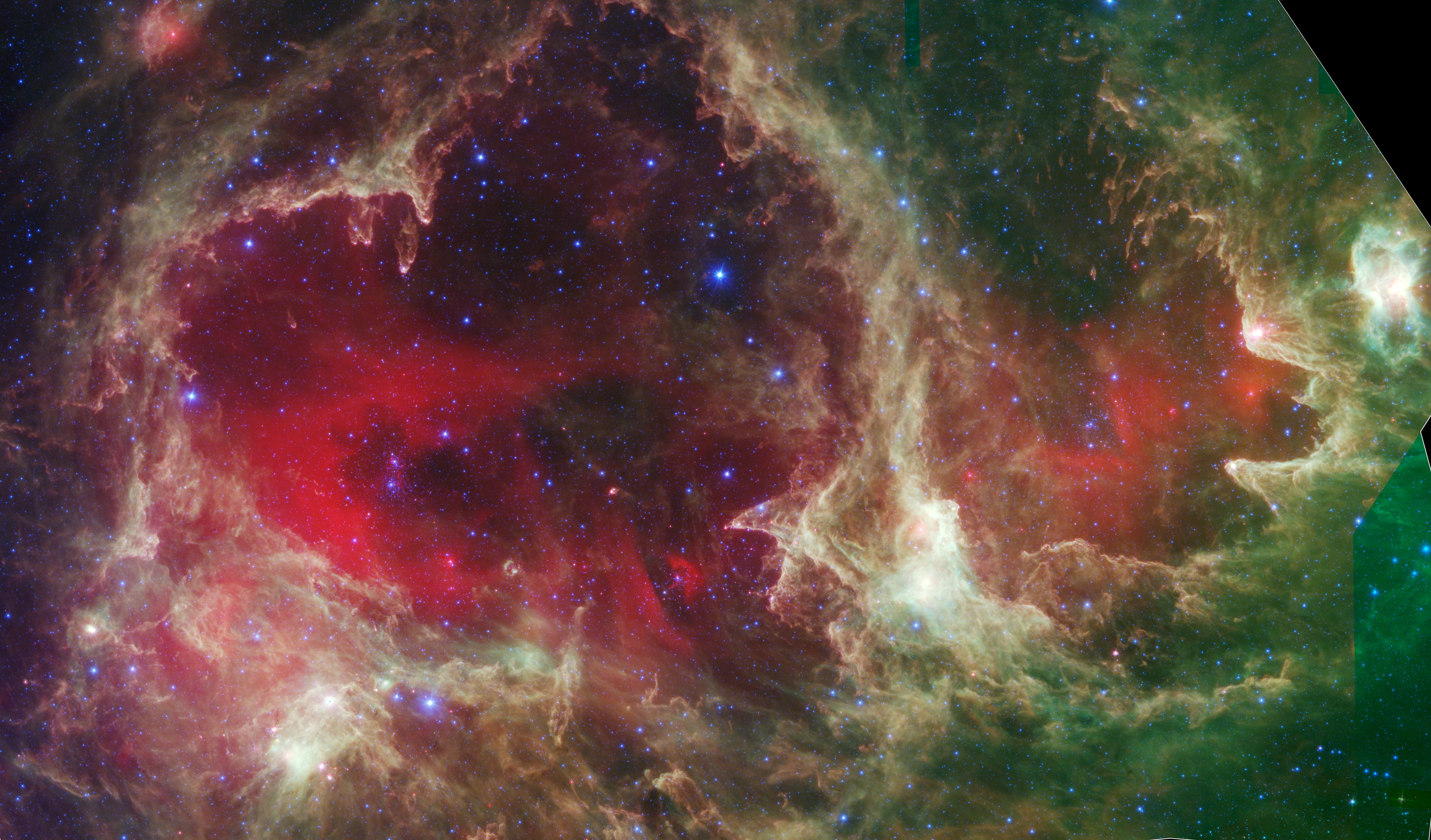
Область звездообразования W5 в созвездии Кассиопея. Инфракрасная фотография, сделанная космическим телескопом Спитцер

Среди других интересных объектов созвездия:
- рассеянные звёздные скопления M52 (NGC 7654), M103 (NGC 581), NGC 457 и NGC 7789,
- карликовые эллиптические галактики NGC 147 и NGC 185 — спутники Туманности Андромеды,
- диффузная туманность NGC 281 (Пакман),
- гигантская газовая сфера — туманность Пузырь (NGC 7635),
- туманности IC 1805, IC 1848 и IC 1795, с которыми связаны радиоисточники W4, W5 и W3 соответственно,
- туманность SH2-157 (Клешня Лобстера).

## История
Древнее созвездие. Включено в каталог звёздного неба Клавдия Птолемея «Альмагест».
Названо именем Кассиопеи — в греческой мифологии жены эфиопского царя Кефея, матери Андромеды. Согласно одной из версий мифа, Кассиопея за своё хвастовство была привязана к креслу, сидя на котором, обречена кружиться вокруг Северного Полюса, переворачиваясь головой вниз.
В некоторых арабских рукописях созвездие называется «Сидящая женщина».
Арабы видели в расположении звёзд руку, указывающую пальцем на впереди расположенные звёзды.

## Поиск на небе
Наилучшие условия для наблюдений Кассиопеи — в сентябре—ноябре. Видно на всей территории России круглый год. Если через ζ Большой Медведицы и Полярную звезду провести прямую линию, она укажет на созвездие Кассиопеи.
Большая Медведица и Кассиопея являются незаходящими созвездиями для средних широт Северного полушария, но находятся по разные стороны (почти диаметрально противоположные) от Полярной звезды. Когда первая опускается низко над горизонтом (осенью и зимой вечером), Кассиопея поднимается почти до зенита, и наоборот.